# جان بول بريسون
جان بول بريسون (بالفرنسية: Jean-Paul Brisson)‏ هو باحث في تاريخ العصور الكلاسيكية فرنسي، ولد في 1918، وتوفي في 2006.